# Margaret Ponce Israel
Margaret Ponce Israel  (Marge Israel; * 24. Dezember 1929 in Havanna; † 22. April 1987 in New York City) war eine US-amerikanische Malerin und Keramikerin.
Ponce kam als Kind in die USA. Sie studierte an der New Yorker High School of Music & Arts und der Syracuse University und absolvierte eine Ausbildung als Keramikerin an der Greenwich House Pottery. Später vervollkommnete sie ihre Ausbildung in Paris an der École des Beaux-Arts, der Academie de la Grande Chaumiere und im Atelier 17. Sie unterrichtete selbst in New York an der Parsons School of Design, der Greenwich House Pottery, der Music and Art High School for Gifted Children und am Jewish Community Center und in Paris an der Ecole des Beaux Arts, am Stanley William Hayter Graphic Art Studio, dem Atelier 17 und der Academie de la Grande Chaumiere.
Neben Terracottafiguren schuf Israel u. a. Zeichnungen und Gemälde, Bambuskonstruktionen und multimediale Werke. Ihre erste Ausstellung hatte sie 1959 in der New Yorker Eagan Gallery, in den 1970er und 1980er Jahren stellte sie regelmäßig in der Cordier & Ekstrom Gallery in der Madison Avenue aus. Auch die Zwerg- und Perlhühner, Tauben, Kaninchen, Hunde und Katzen, die neben verschiedensten Kunstwerken ihr Atelier bevölkerten, wurden Gegenstände ihres Schaffens; 1998 zeigte die Perimeter Gallery in Chicago ihr Domestic Berstiary. Israel kam 1987 in Manhattan bei einem Unfall mit einem Lastzug ums Leben. Sie war mit dem Maler und Photographen Marvin Israel verheiratet.